# Cratere Camichel
Camichel  è un cratere sulla superficie di Marte.